# Notiobiella stellata
Notiobiella stellata is een insect uit de familie van de bruine gaasvliegen (Hemerobiidae), die tot de orde netvleugeligen (Neuroptera) behoort. 
Notiobiella stellata is voor het eerst wetenschappelijk beschreven door Nakahara in 1966.